# تالاب کورونی
تالاب کورونی (یا خلیج، خلیج کوچک؛ به پروسی: Kursjanmari, لیتوانیایی: Kuršių marios, روسی: Куршский залив) یک تالاب آب شیرین است که توسط زبانۀ کورونی از دریای بالتیک جدا شده است. مساحت سطحی آن برابر با ۱٬۶۱۹ کیلومتر مربع (۶۲۵ مایل مربع) است. رودخانه نمان (لیتوانیایی: Nemunas) حدود ۹۰ درصد جریان ورودی آن را تأمین می‌کند؛ حوزه آبریز آن حدود ۱۰۰٬۴۵۰ کیلومتر مربع وسعت دارد که در لیتوانی و استان کالینینگراد روسیه واقع شده است.

## تاریخچه انسانی

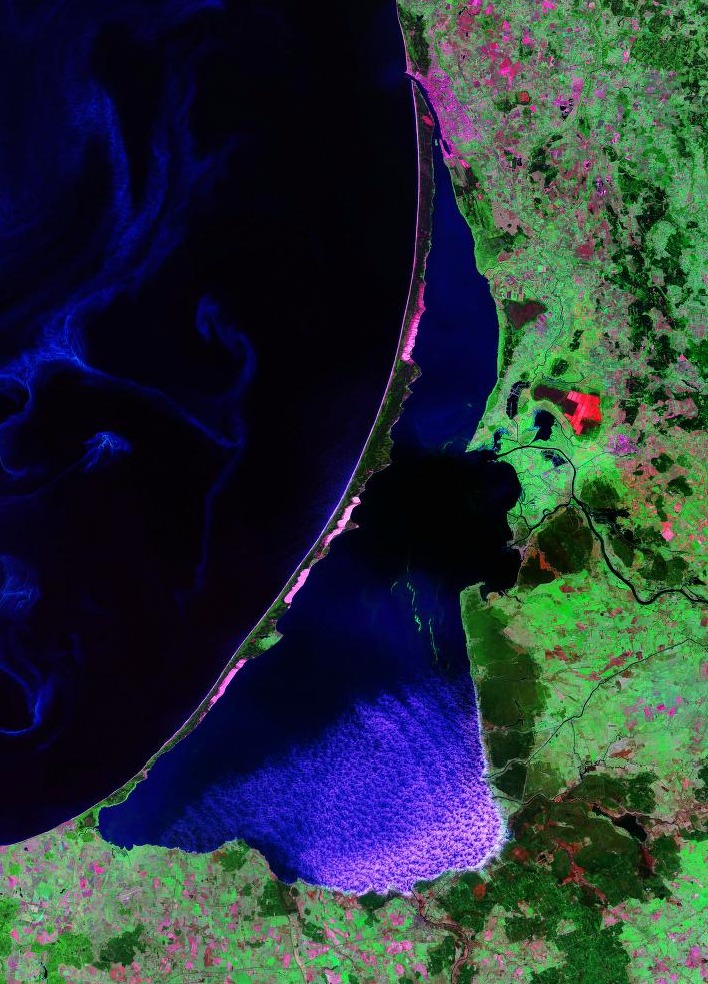
تصویر ماهواره‌ای تالاب کورونی توسط ناسا (لندست)

در سده ۱۳ (میلادی), منطقه اطراف تالاب بخشی از سرزمین‌های اجدادی کورونی‌ها و پروسی‌های باستان بود. بعدها این منطقه در مرزهای منطقه تاریخی لیتوانی صغیر قرار گرفت. در انتهای شمالی زبانهٔ کورونی، تنگه کلایپدا تالاب را به دریای بالتیک متصل می‌کند. این مکان در سال ۱۲۵۲ توسط شوالیه‌های تتونیک برای ساخت قلعه مملبورگ و شهر کلایپدا انتخاب شد.
در سال ۱۴۵۴، شاه کازیمیر چهارم یاگیلون منطقه را بنا به درخواست کنفدراسیون پروس ضد تتونیک، به پادشاهی لهستان ضمیمه کرد. پس از معاهده دوم تورون در سال ۱۴۶۶، تالاب به‌عنوان بخشی از لهستان تحت تیول (اروپا) شوالیه‌های تتونیک قرار گرفت و در چارچوب اتحاد لهستان–لیتوانی و سپس مشترک‌المنافع لهستان–لیتوانی قرار گرفت.
از قرن هجدهم، این منطقه بخشی از پادشاهی پروس شد و از سال ۱۸۷۱ نیز به امپراتوری آلمان تعلق یافت. پس از سال ۱۹۲۳، منطقه کلایپدا در شمال به لیتوانی واگذار شد (در سال‌های ۱۹۳۹ تا ۱۹۴۵ توسط آلمان اشغال شد) و باقی‌مانده منطقه پس از جنگ جهانی دوم به اتحاد جماهیر شوروی پیوست.
به‌عنوان مرز جدید در دوره میان‌دوجنگ، رودخانه‌ای که در نزدیکی روسنه به تالاب کورونی می‌ریزد، انتخاب شد. بخش پایینی این رودخانه به طول ۱۲۰ کیلومتر در آلمان به نام دی ممل توسط آلمانی‌ها شناخته می‌شد، در حالی که بخش بالایی آن در لیتوانی نمان نام داشت. این مرز همچنین شبه‌جزیره‌ای نزدیک به تفرجگاه کوچک نیدا (لیتوانی) را جدا می‌کرد. از سال ۱۹۳۹ تا ۱۹۴۵، بخش لیتوانیایی توسط آلمان اشغال شد و بخش جنوبی زبانهٔ کورونی و تالاب تا سال ۱۹۴۵ در قلمرو آلمان باقی ماند.
این مرز اکنون مرز میان لیتوانی و روسیه است، چرا که پس از جنگ جهانی دوم، انتهای جنوبی زبانه و منطقه آلمانی جنوب رودخانه به بخشی از یک درون‌بوم و برون‌بوم روسیه به نام استان کالینینگراد تبدیل شد.
گروه قومی تقریباً منقرض‌شده کورسینیکی در مناطق اطراف این تالاب زندگی می‌کردند.